# Baudouin de Reviers (1er comte de Devon)
Pour les articles homonymes, voir Baudouin de Reviers.
Baudouin de Reviers (en anglais : Baldwin de Redvers ou Revières) (vers 1095 – 4 juin 1155), 1er comte de Devon, fut un baron anglo-normand qui choisit le parti de Mathilde l'Emperesse dans la guerre civile pour le trône d'Angleterre (1139-1153) qui opposa cette dernière à Étienne d'Angleterre.

## Biographie
Il est le fils de Richard de Reviers († 1137), seigneur de Reviers (Calvados), de Vernon (Eure) et de Néhou (Manche) en Normandie, et lord de Plympton, Christchurch et Carisbrooke en Angleterre ; et de Adeliza Peverel († entre 1156 et 1165). Son frère Guillaume de Vernon hérite du patrimoine normand, et lui du patrimoine anglais.
Son père avait été l'un des compagnons d'Henri Ier d'Angleterre († 1135)  avant qu'il ne monte sur le trône et en avait été largement récompensé. Il avait aussi été l'un de ses proches conseillers. Baudouin quant à lui n'est pas particulièrement proche du roi, et est rarement présent à la cour. Il a toutefois quelques petites fonctions d'administrateur local dans les années 1120 et 1130.
C'est durant le règne d'Étienne d'Angleterre (1135-1154) qu'il se fait remarquer. Au printemps 1136, il s'empare du château royal d'Exeter (Devon). Étienne vient l'assiéger durant l'été et le reprend. Baudouin, qui n'était pas à Exeter, est contraint de se replier sur l'île de Wight, car son siège principal de Plympton est aussi entre les mains du roi. À Carisbrooke, il semble organiser une flotte pirate pour intercepter le trafic trans-Manche. Après la chute d'Exeter, Étienne prépare un débarquement sur l'île de Wight. Manquant d'approvisionnement en eau, Baudouin accepte de parler au roi, demandant à être pardonné. Celui-ci n'en fait rien, et Baudouin est contraint à l'exil.
Dans son étude sur le baron, Robert Bearman cherche à comprendre les raisons de cette révolte. Il exclut d'emblée une adhésion aux droits de Mathilde, la fille du défunt roi Henri Ier et la concurrente d'Étienne au trône d'Angleterre. Si Henri avait fait jurer ses barons de considérer sa fille comme successeur, Baudouin, assez éloigné du gouvernement et du cercle royal, pouvait se sentir peu tenu de respecter ce serment. Il faut plutôt considérer pour cause de cette révolte une réelle inimitié entre le lord de Plympton et Étienne d'Angleterre. En effet, il est le seul baron anglais à ne pas lui faire allégeance. Selon Bearman, l'origine de cette discorde est à chercher du côté d'une rivalité locale pour l'office de shérif du Devon. Dans les 1120 et 1130, les héritiers de Baudouin de Meules, lord de l'important honneur d'Okehampton dans le Devon, et les vassaux de Baudouin de Reviers tiennent successivement l'office de shérif. Baudouin de Reviers a dû conditionner son allégeance à l'octroi de l'office de shérif du Devon à l'un de ses vassaux, et Étienne d'Angleterre, ayant absolument besoin de l'important soutien de la puissante famille de Clare, à laquelle les descendants de Baudouin de Meules sont apparentés, lui a refusé. D'ailleurs, Baudouin attaque le château d'Exeter, symbole de l'autorité du shérif dans le comté. Cette explication est partiellement confirmée par Richard de Hexham, un chroniqueur du nord du Royaume d'Angleterre. D'après sa chronique, une source toutefois considérée peu fiable, le baron s'est révolté car Étienne lui a refusé un honneur. 
Baudouin de Reviers trouve refuge à la cour de Geoffroy Plantagenêt, le comte d'Anjou et mari de Mathilde l'Emperesse. Dans les années qui suivent, il est impliqué auprès du comte dans les attaques qu'il mène sur la Normandie. En 1138, il est capturé par Ingram de Say près du château de Île-Marie (Manche), mais il retrouve rapidement la liberté.

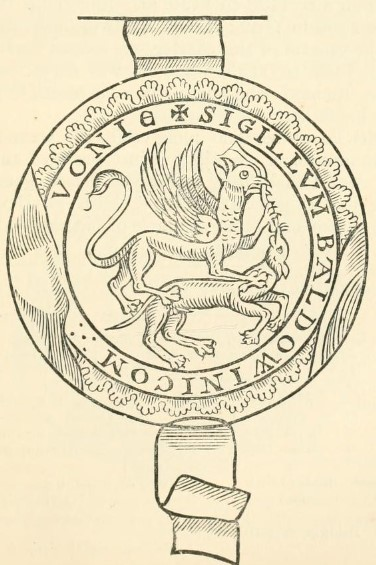
Sceau de Baudouin Ier de Reviers, comte de Devon. Usage avéré en 1143/1144. Dessin publié en 1874.

En juillet 1139, il est de l'invasion anglaise de Mathilde l'Emperesse. Il débarque à Wareham et capture le château de Corfe. Il reste l'un de ses fervents supporters dans les trois années qui suivent. Le 2 février 1141, il est présent à la bataille de Lincoln qui s'achève par la capture d'Étienne d'Angleterre. Il fait partie des barons qui escortent l'Emperesse à Londres où elle espère être couronnée. À l'été, elle le crée comte de Devon en récompense de son soutien. Il l'accompagne durant sa retraite vers Oxford, puis à Winchester en juillet 1141. Il semble ne plus être dans son entourage lorsque les forces de l'Emperesse sont mises en déroute durant la bataille de Winchester en septembre 1141. Robert, le comte de Gloucester, demi-frère et commandant militaire de l'Emperesse est capturé, puis échangé contre Étienne. 
On ne trouve plus trace de lui dans les récits des événements suivants, ni dans les chartes émises par le camp angevin. Il est dans son comté, et d'après Robert Bearman, il semble avoir le contrôle sur celui-ci, avec le soutien de ses vassaux et des autres seigneurs du Devon. Même Henri de Tracy, normalement agent du roi dans ce comté, semble avoir renoncé au parti d'Étienne. Baudouin de Reviers gère donc le Devon comme un domaine virtuellement indépendant, ne rendant de compte à personne, et ce jusqu'aux premiers mois du règne d'Henri II en 1154.
Son sceau daté de 1143/1144 est l'un des premiers dont le champ est envahi par un emblème héraldique, un griffon, ce qui constitue une étape importante dans le processus de naissance des armoiries.
À la fin des années 1140, il est possible qu'il participe à la deuxième croisade. Toutefois, en 1153 il est l'un des témoins du traité de Winchester entre Étienne et Henri Plantagenêt, qui met fin à la guerre civile.

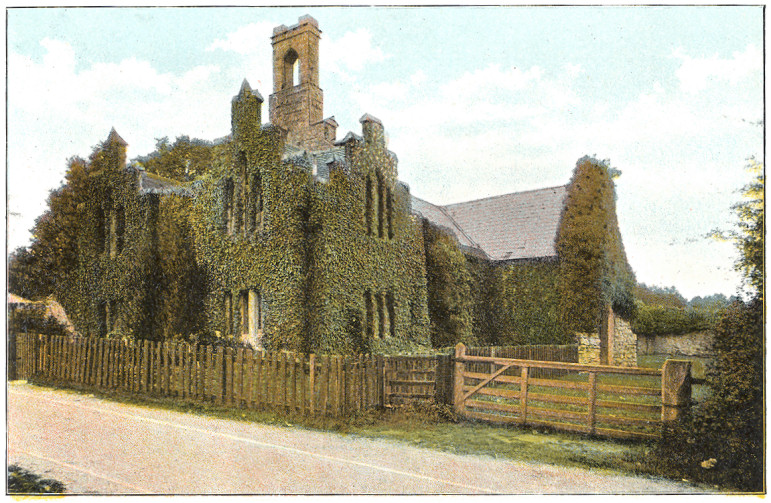
Abbaye de Quarr

Dans les années 1130, il fonde le prieuré de chanoines augustin de Breamore (Hampshire), ainsi que l'abbaye cistercienne de Quarr, sur l'île de Wight. Après 1141, il établit un prieuré au sud d'Exeter dépendant du monastère de Saint-Martin-des-Champs à Paris. Il patronne aussi les prieurés de Plympton et de Christchurch, dans lesquels il introduit des chanoines réguliers.
Il meurt le 4 juin 1155, et est inhumé dans l'abbaye de Quarr. Son fils aîné Richard lui succède. Étant mineur, c'est son beau-père Réginald de Dunstanville, comte de Cornouailles, qui est gardien de ses possessions. Des décès rapprochés font qu'en 1193, Guillaume, le dernier fils de Baudouin, succède à ses neveux comme 5e comte. La lignée mâle s'éteint en 1262 avec le septième comte.

## Famille et descendance
En premières noces, il épousa Adelisa († vers 1146), dont l'origine est inconnue. Ensemble ils ont pour descendance connue :
- Richard († 1162), 2e comte de Devon, épouse Denise, fille de Réginald de Dunstanville, 1er comte de Cornouailles
- Hawise († vers 1215), épouse Robert FitzRobert, fils illégitime de Robert, le 1er comte de Gloucester
- Henri, mort jeune
- Guillaume († 1217), il succède aux fils de Richard comme 5e comte de Devon. Il épouse Mabile, fille de Robert, comte de Meulan

et probablement :
- Adelisa, épouse Roger de Nonant, lord de Totnes.

Entre 1151 et 1155, en secondes noces, il épouse Lucy, une femme de la famille de Clare, ou bien la veuve de Gilbert de Clare, 1er comte de Pembroke. Ils n'ont pas d'enfants.

### Sources
- Robert Bearman, « Revières, Baldwin de, earl of Devon (c.1095–1155) » dans Oxford Dictionary of National Biography, Oxford University Press, 2004. Accédé en novembre 2008.
- Robert Bearman, « Baldwin de Reviers, Some aspects of a baronial career in the reign of King Stephen », dans Anglo-Norman Studies XVIII: Proceedings of the Battle Conference 1995, éditeur Christopher Harper, Christopher Harper-Bill, publié par Boydell & Brewer Ltd, 1996, p. 19-46.  (ISBN 0851156665).
- Généalogie des Reviers sur Medieval Lands.